# Born This Way (album)

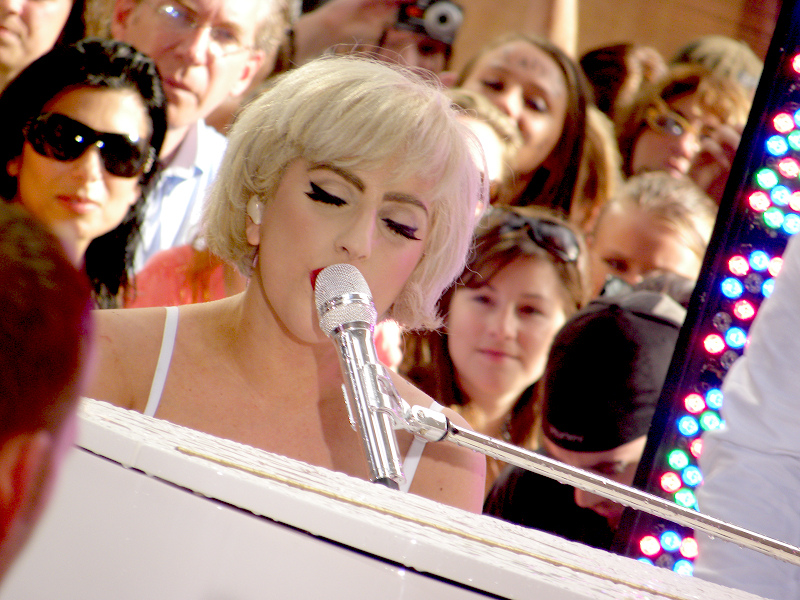
Lady Gaga brengt Yoü and I tijdens een optreden in de tv-show Today van NBC.

Born This Way is het derde studioalbum van Lady Gaga, uitgebracht op 23 mei 2011. De standaardeditie bevat veertien nummers terwijl de speciale editie bestaat uit zeventien nieuwe nummers op de eerste schijf en vijf remixen op de andere.

## Achtergrond en release
Het titelnummer was ook de eerste single van dit album; het kwam uit op 11 februari 2011. Het album zelf kwam uit op 23 mei 2011. Ruim voor de release werden al twee nummers bevestigd: de eerste single Born This Way, en Yoü and I, een nummer dat sinds de zomer van 2010 was toegevoegd aan de setlist van haar optredens tijdens de The Monster Ball Tour, en waarover ze in het televisieprogramma Today van NBC verklaarde: "Yoü and I was written about the most important person that I ever met", volgens meerdere bronnen (waaronder People) haar ex partner Lüc Carl. Op het album speelt Queen-gitarist Brian May mee met dit nummer dat daarnaast samples bevat van het Queennummer We Will Rock You.
Tijdens de 2010 MTV Video Music Awards won Gaga de prijs Video of the Year met Bad Romance. Ze vertelde dat ze had beloofd dat ze de naam van haar album bekend zou maken als ze deze prijs won: "It's called Born This Way" zei Gaga en ze zong een stuk van de titeltrack: "I'm beautiful in my way, 'cause God makes no mistakes. I'm on the right track, baby. I was Born This Way".
De bekende fotograaf Mario Testino maakte op 22 en 23 november 2010 in het Antwerpse Koninklijk Museum voor Schone Kunsten de foto's voor het album en voor het maartnummer van 2011 van het modetijdschrift Vogue.

## Tracklist
| Nr. | Titel                          | Schrijver(s)                                      | Producer(s)                                           | Duur |
| --- | ------------------------------ | ------------------------------------------------- | ----------------------------------------------------- | ---- |
| 1.  | Marry the Night                | Lady Gaga, Fernando Garibay                       | Lady Gaga, Garibay                                    | 4:24 |
| 2.  | Born This Way                  | Lady Gaga, Jeppe Laursen                          | Lady Gaga, Laursen, Garibay, DJ White Shadow          | 4:20 |
| 3.  | Government Hooker              | Lady Gaga, Garibay, DJ White Shadow               | Lady Gaga, DJ White Shadow, Garibay*, DJ Snake*       | 4:14 |
| 4.  | Judas                          | Lady Gaga, RedOne                                 | Lady Gaga, RedOne                                     | 4:10 |
| 5.  | Americano                      | Lady Gaga, Garibay, DJ White Shadow, Cheche Alara | Lady Gaga, Garibay, DJ White Shadow                   | 4:06 |
| 6.  | Hair                           | Lady Gaga, RedOne                                 | Lady Gaga, RedOne                                     | 5:08 |
| 7.  | Scheiße                        | Lady Gaga, RedOne                                 | Lady Gaga, RedOne                                     | 3:45 |
| 8.  | Bloody Mary                    | Lady Gaga, Garibay, DJ White Shadow               | Lady Gaga, DJ White Shadow, Garibay*, Clinton Sparks* | 4:05 |
| 9.  | Bad Kids                       | Lady Gaga, Laursen, Garibay, DJ White Shadow      | Lady Gaga, Laursen, Garibay, DJ White Shadow          | 3:51 |
| 10. | Highway Unicorn (Road to Love) | Lady Gaga, RedOne, Garibay, DJ White Shadow       | Lady Gaga, RedOne, Garibay, DJ White Shadow           | 4:16 |
| 11. | Heavy Metal Lover              | Lady Gaga, Garibay                                | Lady Gaga, Garibay                                    | 4:13 |
| 12. | Electric Chapel                | Lady Gaga, DJ White Shadow                        | Lady Gaga, DJ White Shadow                            | 4:13 |
| 13. | Yoü and I                      | Lady Gaga                                         | Lady Gaga, Robert John "Mutt" Lange                   | 5:07 |
| 14. | The Edge of Glory              | Lady Gaga, Garibay, DJ White Shadow               | Lady Gaga, Garibay                                    | 5:20 |

| Nr. | Titel                                                          | Schrijver(s)       | Producer(s) | Duur |
| --- | -------------------------------------------------------------- | ------------------ | ----------- | ---- |
| 15. | Born This Way (Jost & Naaf Remix) (international bonus track)  | Lady Gaga, Laursen | Jost & Naaf | 5:58 |
| 16. | Born This Way (LLG vs. GLG Radio Remix) (Japanese bonus track) | Lady Gaga, Laursen | Guéna LG    | 3:50 |
| 17. | Judas (Thomas Gold Remix) (iTunes bonus track)                 | Lady Gaga, RedOne  |             | 5:32 |

| Nr. | Titel                          | Schrijver(s)                                 | Producer(s)                                     | Duur |
| --- | ------------------------------ | -------------------------------------------- | ----------------------------------------------- | ---- |
| 1.  | Marry the Night                | Lady Gaga, Garibay                           | Lady Gaga, Garibay                              | 4:24 |
| 2.  | Born This Way                  | Lady Gaga, Laursen                           | Lady Gaga, Laursen, Garibay, DJ White Shadow    | 4:20 |
| 3.  | Government Hooker              | Lady Gaga, Garibay, DJ White Shadow          | Lady Gaga, DJ White Shadow, Garibay*, DJ Snake* | 4:14 |
| 4.  | Judas                          | Lady Gaga, RedOne                            | Lady Gaga, RedOne                               | 4:10 |
| 5.  | Americano                      | Lady Gaga, Garibay, DJ White Shadow, Alara   | Lady Gaga, Garibay, DJ White Shadow             | 4:06 |
| 6.  | Hair                           | Lady Gaga, RedOne                            | Lady Gaga, RedOne                               | 5:08 |
| 7.  | Scheiße                        | Lady Gaga, RedOne                            | Lady Gaga, RedOne                               | 3:45 |
| 8.  | Bloody Mary                    | Lady Gaga, Garibay, DJ White Shadow          | Lady Gaga, DJ White Shadow, Garibay*, Sparks*   | 4:05 |
| 9.  | Black Jesus + Amen Fashion     | Lady Gaga, DJ White Shadow                   | Lady Gaga, DJ White Shadow                      | 3:36 |
| 10. | Bad Kids                       | Lady Gaga, Laursen, Garibay, DJ White Shadow | Lady Gaga, Laursen, Garibay, DJ White Shadow    | 3:51 |
| 11. | Fashion of His Love            | Lady Gaga, Garibay                           | Lady Gaga, Garibay                              | 3:39 |
| 12. | Highway Unicorn (Road to Love) | Lady Gaga, RedOne, Garibay, DJ White Shadow  | Lady Gaga, RedOne, Garibay, DJ White Shadow     | 4:16 |
| 13. | Heavy Metal Lover              | Lady Gaga, Garibay                           | Lady Gaga, Garibay                              | 4:13 |
| 14. | Electric Chapel                | Lady Gaga, DJ White Shadow                   | Lady Gaga, DJ White Shadow                      | 4:13 |
| 15. | The Queen                      | Lady Gaga, Garibay                           | Lady Gaga, Garibay                              | 5:17 |
| 16. | Yoü and I                      | Lady Gaga                                    | Lady Gaga, Lange                                | 5:07 |
| 17. | The Edge of Glory              | Lady Gaga, Garibay, DJ White Shadow          | Lady Gaga, Garibay                              | 5:20 |

| Nr. | Titel                                                          | Schrijver(s)       | Producer(s)        | Duur |
| --- | -------------------------------------------------------------- | ------------------ | ------------------ | ---- |
| 1.  | Born This Way (Country Road Version)                           | Lady Gaga, Laursen | Lady Gaga, Garibay | 4:21 |
| 2.  | Judas (DJ White Shadow Remix)                                  | Lady Gaga, RedOne  | DJ White Shadow    | 4:07 |
| 3.  | Marry the Night (Zedd Remix)                                   | Lady Gaga, Garibay | Zedd               | 4:20 |
| 4.  | Scheiße (DJ White Shadow Mugler)                               | Lady Gaga, RedOne  | DJ White Shadow    | 9:35 |
| 5.  | Fashion of His Love (Fernando Garibay Remix)                   | Lady Gaga, Garibay | Garibay            | 3:44 |
| 6.  | Born This Way (Jost & Naaf Remix) (international bonus track)  | Lady Gaga, Laursen | Jost & Naaf        | 5:58 |
| 7.  | Born This Way (LLG vs. GLG Radio Remix) (Japanese bonus track) | Lady Gaga, Laursen | Guéna LG           | 3:50 |
| 8.  | Judas (Thomas Gold Remix) (iTunes bonus track)                 | Lady Gaga, RedOne  | Gold               | 5:32 |

(*): co-producer

## Gerelateerde uitgaven
Op 21 november werd een remixalbum van Born This Way uitgebracht: Born This Way – The Remix. Op dezelfde dag werd ook een verzamelalbum uitgebracht, met de standaardversie van het album, Born This Way – The Remix en het livealbum Lady Gaga Presents the Monster Ball Tour: At Madison Square Garden.
| Nr. | Titel                          | Schrijver(s)                                      | Producer(s)                                           | Duur |
| --- | ------------------------------ | ------------------------------------------------- | ----------------------------------------------------- | ---- |
| 1.  | Marry the Night                | Lady Gaga, Fernando Garibay                       | Lady Gaga, Garibay                                    | 4:24 |
| 2.  | Born This Way                  | Lady Gaga, Jeppe Laursen                          | Lady Gaga, Laursen, Garibay, DJ White Shadow          | 4:20 |
| 3.  | Government Hooker              | Lady Gaga, Garibay, DJ White Shadow               | Lady Gaga, DJ White Shadow, Garibay*, DJ Snake*       | 4:14 |
| 4.  | Judas                          | Lady Gaga, RedOne                                 | Lady Gaga, RedOne                                     | 4:10 |
| 5.  | Americano                      | Lady Gaga, Garibay, DJ White Shadow, Cheche Alara | Lady Gaga, Garibay, DJ White Shadow                   | 4:06 |
| 6.  | Hair                           | Lady Gaga, RedOne                                 | Lady Gaga, RedOne                                     | 5:08 |
| 7.  | Scheiße                        | Lady Gaga, RedOne                                 | Lady Gaga, RedOne                                     | 3:45 |
| 8.  | Bloody Mary                    | Lady Gaga, Garibay, DJ White Shadow               | Lady Gaga, DJ White Shadow, Garibay*, Clinton Sparks* | 4:05 |
| 9.  | Bad Kids                       | Lady Gaga, Laursen, Garibay, DJ White Shadow      | Lady Gaga, Laursen, Garibay, DJ White Shadow          | 3:51 |
| 10. | Highway Unicorn (Road to Love) | Lady Gaga, RedOne, Garibay, DJ White Shadow       | Lady Gaga, RedOne, Garibay, DJ White Shadow           | 4:16 |
| 11. | Heavy Metal Lover              | Lady Gaga, Garibay                                | Lady Gaga, Garibay                                    | 4:13 |
| 12. | Electric Chapel                | Lady Gaga, DJ White Shadow                        | Lady Gaga, DJ White Shadow                            | 4:13 |
| 13. | Yoü and I                      | Lady Gaga                                         | Lady Gaga, Robert John "Mutt" Lange                   | 5:07 |
| 14. | The Edge of Glory              | Lady Gaga, Garibay, DJ White Shadow               | Lady Gaga, Garibay                                    | 5:20 |

| 1.                 | Born This Way (Zedd Remix)                       | Lady Gaga, Jeppe Laursen                          | Zedd                  | 6:30 |
| 2.                 | Judas (Goldfrapp Remix)                          | Lady Gaga, RedOne                                 | Goldfrapp             | 4:41 |
| 3.                 | The Edge of Glory (Foster the People Remix)      | Lady Gaga, Fernando Garibay, DJ White Shadow      | Foster the People     | 6:10 |
| 4.                 | Yoü and I (Wild Beasts Remix)                    | Lady Gaga                                         | Wild Beasts           | 3:50 |
| 5.                 | Marry the Night (The Weeknd & Illangelo Remix)   | Lady Gaga, Garibay                                | The Weeknd, Illangelo | 4:03 |
| 6.                 | Black Jesus † Amen Fashion (Michael Woods Remix) | Lady Gaga, DJ White Shadow                        | Michael Woods         | 6:10 |
| 7.                 | Bloody Mary (The Horrors Remix)                  | Lady Gaga, Garibay, DJ White Shadow               | The Horrors           | 5:18 |
| 8.                 | Scheiße (Guéna LG Club Remix)                    | Lady Gaga, RedOne                                 | Guéna LG              | 5:44 |
| 9.                 | Americano (Gregori Klosman Remix)                | Lady Gaga, Garibay, Cheche Alara, DJ White Shadow | Gregori Klosman       | 6:07 |
| 10.                | Electric Chapel (Two Door Cinema Club Remix)     | Lady Gaga, DJ White Shadow                        | Two Door Cinema Club  | 3:59 |
| 11.                | Yoü and I (Metronomy Remix)                      | Lady Gaga                                         | Metronomy             | 4:19 |
| 12.                | Judas (Hurts Remix)                              | Lady Gaga, RedOne                                 | Hurts                 | 3:58 |
| 13.                | Born This Way (Twin Shadow Remix)                | Lady Gaga, Jeppe Laursen                          | Twin Shadow           | 4:05 |
| 14.                | The Edge of Glory (Sultan & Ned Shepard Remix)   | Lady Gaga, Garibay, DJ White Shadow               | Sultan & Ned Shepard  | 6:34 |
| Totale duur: 71:27 |                                                  |                                                   |                       |      |

| Nr. | Titel                  | Schrijver(s)                                                           | Duur  |
| --- | ---------------------- | ---------------------------------------------------------------------- | ----- |
| 1.  | Intro                  |                                                                        | 4:29  |
| 2.  | Dance in the Dark      | Lady Gaga, Fernando Garibay                                            | 2:33  |
| 3.  | Glitter and Grease     | Lady Gaga, Rob Fusari                                                  | 2:37  |
| 4.  | Just Dance             | Lady Gaga, RedOne, Aliaune Thiam                                       | 4:22  |
| 5.  | Beautiful, Dirty, Rich | Lady Gaga, Fusari                                                      | 4:21  |
| 6.  | The Fame               | Lady Gaga, Martin Kierszenbaum                                         | 4:15  |
| 7.  | LoveGame               | Lady Gaga, RedOne                                                      | 10:41 |
| 8.  | Boys Boys Boys         | Lady Gaga, RedOne                                                      | 3:18  |
| 9.  | Money Honey            | Lady Gaga, RedOne, Bilal Hajji                                         | 3:16  |
| 10. | Telephone              | Lady Gaga, Rodney Jerkins, LaShawn Daniels, Lazonate Franklin, Beyoncé | 6:34  |
| 11. | Speechless             | Lady Gaga                                                              | 6:16  |
| 12. | Yoü and I              | Lady Gaga                                                              | 9:24  |
| 13. | So Happy I Could Die   | Lady Gaga, RedOne, Space Cowboy (musician)                             | 4:44  |
| 14. | Monster                | RedOne, Lady Gaga, Space Cowboy                                        | 6:37  |
| 15. | Teeth                  | Lady Gaga, Taja Riley                                                  | 9:42  |
| 16. | Alejandro              | RedOne, Lady Gaga                                                      | 5:25  |
| 17. | Poker Face             | Lady Gaga, RedOne                                                      | 3:56  |
| 18. | Paparazzi              | Lady Gaga, Fusari                                                      | 6:31  |
| 19. | Bad Romance            | RedOne, Lady Gaga                                                      | 6:22  |
| 20. | Born This Way          | Lady Gaga, Jeppe Laursen                                               | 9:00  |

## Commerciële ontvangst

### Singles
| Single met eventuele hitnotering(en) in de Nederlandse Top 40 | Datum van verschijnen | Datum van binnenkomst | Hoogste positie | Aantal weken | Opmerkingen                              |
| ------------------------------------------------------------- | --------------------- | --------------------- | --------------- | ------------ | ---------------------------------------- |
| Born This Way                                                 | 11-02-2011            | 26-02-2011            | 1(2wk)          | 11           | Nr. 1 in de Single Top 100 / Alarmschijf |
| Judas                                                         | 15-04-2011            | 30-04-2011            | 24              | 4            | Nr. 5 in de Single Top 100 / Alarmschijf |
| The Edge of Glory                                             | 09-05-2011            | 28-05-2011            | 36              | 3            | Nr. 9 in de Single Top 100               |
| Hair                                                          | 16-05-2011            | 28-05-2011            | tip17           | -            | Nr. 15 in de Single Top 100              |
| Yoü and I                                                     | 22-08-2011            | 24-09-2011            | tip2            | -            | Nr. 83 in de Single Top 100              |
| Marry the Night                                               | 15-11-2011            | 12-11-2011            | tip9            | -            |                                          |

| Single met hitnotering(en) in de Vlaamse Ultratop 50 | Datum van verschijnen | Datum van binnenkomst | Hoogste positie | Aantal weken | Opmerkingen |
| ---------------------------------------------------- | --------------------- | --------------------- | --------------- | ------------ | ----------- |
| Born This Way                                        | 2011                  | 19-02-2011            | 1(1wk)          | 17           | Goud        |
| Judas                                                | 2011                  | 23-04-2011            | 6               | 12           |             |
| The Edge of Glory                                    | 2011                  | 21-05-2011            | 6               | 6            |             |
| Hair                                                 | 2011                  | 28-05-2011            | 19              | 1            |             |
| Yoü and I                                            | 2011                  | 03-09-2011            | tip4            | -            |             |
| Marry the Night                                      | 2011                  | 12-11-2011            | tip1            | -            |             |

### Album
| Hitnotering: (Week 1 t/m 19) 28-05-2011 t/m 01-10-2011 Hitnotering: (Week 20 t/m 22) 19-11-2011 t/m 03-12-2011 Hitnotering: (Week 23 t/m 28) 31-12-2011 t/m 04-02-2012 | Hitnotering: (Week 1 t/m 19) 28-05-2011 t/m 01-10-2011 Hitnotering: (Week 20 t/m 22) 19-11-2011 t/m 03-12-2011 Hitnotering: (Week 23 t/m 28) 31-12-2011 t/m 04-02-2012 | Hitnotering: (Week 1 t/m 19) 28-05-2011 t/m 01-10-2011 Hitnotering: (Week 20 t/m 22) 19-11-2011 t/m 03-12-2011 Hitnotering: (Week 23 t/m 28) 31-12-2011 t/m 04-02-2012 | Hitnotering: (Week 1 t/m 19) 28-05-2011 t/m 01-10-2011 Hitnotering: (Week 20 t/m 22) 19-11-2011 t/m 03-12-2011 Hitnotering: (Week 23 t/m 28) 31-12-2011 t/m 04-02-2012 | Hitnotering: (Week 1 t/m 19) 28-05-2011 t/m 01-10-2011 Hitnotering: (Week 20 t/m 22) 19-11-2011 t/m 03-12-2011 Hitnotering: (Week 23 t/m 28) 31-12-2011 t/m 04-02-2012 | Hitnotering: (Week 1 t/m 19) 28-05-2011 t/m 01-10-2011 Hitnotering: (Week 20 t/m 22) 19-11-2011 t/m 03-12-2011 Hitnotering: (Week 23 t/m 28) 31-12-2011 t/m 04-02-2012 | Hitnotering: (Week 1 t/m 19) 28-05-2011 t/m 01-10-2011 Hitnotering: (Week 20 t/m 22) 19-11-2011 t/m 03-12-2011 Hitnotering: (Week 23 t/m 28) 31-12-2011 t/m 04-02-2012 | Hitnotering: (Week 1 t/m 19) 28-05-2011 t/m 01-10-2011 Hitnotering: (Week 20 t/m 22) 19-11-2011 t/m 03-12-2011 Hitnotering: (Week 23 t/m 28) 31-12-2011 t/m 04-02-2012 | Hitnotering: (Week 1 t/m 19) 28-05-2011 t/m 01-10-2011 Hitnotering: (Week 20 t/m 22) 19-11-2011 t/m 03-12-2011 Hitnotering: (Week 23 t/m 28) 31-12-2011 t/m 04-02-2012 | Hitnotering: (Week 1 t/m 19) 28-05-2011 t/m 01-10-2011 Hitnotering: (Week 20 t/m 22) 19-11-2011 t/m 03-12-2011 Hitnotering: (Week 23 t/m 28) 31-12-2011 t/m 04-02-2012 | Hitnotering: (Week 1 t/m 19) 28-05-2011 t/m 01-10-2011 Hitnotering: (Week 20 t/m 22) 19-11-2011 t/m 03-12-2011 Hitnotering: (Week 23 t/m 28) 31-12-2011 t/m 04-02-2012 | Hitnotering: (Week 1 t/m 19) 28-05-2011 t/m 01-10-2011 Hitnotering: (Week 20 t/m 22) 19-11-2011 t/m 03-12-2011 Hitnotering: (Week 23 t/m 28) 31-12-2011 t/m 04-02-2012 | Hitnotering: (Week 1 t/m 19) 28-05-2011 t/m 01-10-2011 Hitnotering: (Week 20 t/m 22) 19-11-2011 t/m 03-12-2011 Hitnotering: (Week 23 t/m 28) 31-12-2011 t/m 04-02-2012 | Hitnotering: (Week 1 t/m 19) 28-05-2011 t/m 01-10-2011 Hitnotering: (Week 20 t/m 22) 19-11-2011 t/m 03-12-2011 Hitnotering: (Week 23 t/m 28) 31-12-2011 t/m 04-02-2012 | Hitnotering: (Week 1 t/m 19) 28-05-2011 t/m 01-10-2011 Hitnotering: (Week 20 t/m 22) 19-11-2011 t/m 03-12-2011 Hitnotering: (Week 23 t/m 28) 31-12-2011 t/m 04-02-2012 | Hitnotering: (Week 1 t/m 19) 28-05-2011 t/m 01-10-2011 Hitnotering: (Week 20 t/m 22) 19-11-2011 t/m 03-12-2011 Hitnotering: (Week 23 t/m 28) 31-12-2011 t/m 04-02-2012 | Hitnotering: (Week 1 t/m 19) 28-05-2011 t/m 01-10-2011 Hitnotering: (Week 20 t/m 22) 19-11-2011 t/m 03-12-2011 Hitnotering: (Week 23 t/m 28) 31-12-2011 t/m 04-02-2012 |
| Week: | 1 | 2 | 3 | 4 | 5 | 6 | 7 | 8 | 9 | 10 | 11 | 12 | 13 | 14 | 15 | 16 |
| --- | --- | --- | --- | --- | --- | --- | --- | --- | --- | --- | --- | --- | --- | --- | --- | --- |
| Positie: | 5 | 5 | 7 | 14 | 18 | 16 | 15 | 25 | 20 | 34 | 38 | 35 | 43 | 57 | 47 | 62 |
| Week: | 17 | 18 | 19 | | 20 | 21 | 22 | | 23 | 24 | 25 | 26 | 27 | 28 | | |
| Positie: | 70 | 87 | 94 | uit | 100 | 72 | 91 | uit | 90 | 79 | 76 | 83 | 52 | 65 | uit | |

| Hitnotering: (Week 1 t/m 21) 04-06-2011 t/m 22-10-2011 Hitnotering: (Week 22 t/m 23) 31-12-2011 t/m 14-01-2012 Hitnotering: (Week 24 t/m 25) 04-02-2012 t/m 11-02-2012 | Hitnotering: (Week 1 t/m 21) 04-06-2011 t/m 22-10-2011 Hitnotering: (Week 22 t/m 23) 31-12-2011 t/m 14-01-2012 Hitnotering: (Week 24 t/m 25) 04-02-2012 t/m 11-02-2012 | Hitnotering: (Week 1 t/m 21) 04-06-2011 t/m 22-10-2011 Hitnotering: (Week 22 t/m 23) 31-12-2011 t/m 14-01-2012 Hitnotering: (Week 24 t/m 25) 04-02-2012 t/m 11-02-2012 | Hitnotering: (Week 1 t/m 21) 04-06-2011 t/m 22-10-2011 Hitnotering: (Week 22 t/m 23) 31-12-2011 t/m 14-01-2012 Hitnotering: (Week 24 t/m 25) 04-02-2012 t/m 11-02-2012 | Hitnotering: (Week 1 t/m 21) 04-06-2011 t/m 22-10-2011 Hitnotering: (Week 22 t/m 23) 31-12-2011 t/m 14-01-2012 Hitnotering: (Week 24 t/m 25) 04-02-2012 t/m 11-02-2012 | Hitnotering: (Week 1 t/m 21) 04-06-2011 t/m 22-10-2011 Hitnotering: (Week 22 t/m 23) 31-12-2011 t/m 14-01-2012 Hitnotering: (Week 24 t/m 25) 04-02-2012 t/m 11-02-2012 | Hitnotering: (Week 1 t/m 21) 04-06-2011 t/m 22-10-2011 Hitnotering: (Week 22 t/m 23) 31-12-2011 t/m 14-01-2012 Hitnotering: (Week 24 t/m 25) 04-02-2012 t/m 11-02-2012 | Hitnotering: (Week 1 t/m 21) 04-06-2011 t/m 22-10-2011 Hitnotering: (Week 22 t/m 23) 31-12-2011 t/m 14-01-2012 Hitnotering: (Week 24 t/m 25) 04-02-2012 t/m 11-02-2012 | Hitnotering: (Week 1 t/m 21) 04-06-2011 t/m 22-10-2011 Hitnotering: (Week 22 t/m 23) 31-12-2011 t/m 14-01-2012 Hitnotering: (Week 24 t/m 25) 04-02-2012 t/m 11-02-2012 | Hitnotering: (Week 1 t/m 21) 04-06-2011 t/m 22-10-2011 Hitnotering: (Week 22 t/m 23) 31-12-2011 t/m 14-01-2012 Hitnotering: (Week 24 t/m 25) 04-02-2012 t/m 11-02-2012 | Hitnotering: (Week 1 t/m 21) 04-06-2011 t/m 22-10-2011 Hitnotering: (Week 22 t/m 23) 31-12-2011 t/m 14-01-2012 Hitnotering: (Week 24 t/m 25) 04-02-2012 t/m 11-02-2012 | Hitnotering: (Week 1 t/m 21) 04-06-2011 t/m 22-10-2011 Hitnotering: (Week 22 t/m 23) 31-12-2011 t/m 14-01-2012 Hitnotering: (Week 24 t/m 25) 04-02-2012 t/m 11-02-2012 | Hitnotering: (Week 1 t/m 21) 04-06-2011 t/m 22-10-2011 Hitnotering: (Week 22 t/m 23) 31-12-2011 t/m 14-01-2012 Hitnotering: (Week 24 t/m 25) 04-02-2012 t/m 11-02-2012 | Hitnotering: (Week 1 t/m 21) 04-06-2011 t/m 22-10-2011 Hitnotering: (Week 22 t/m 23) 31-12-2011 t/m 14-01-2012 Hitnotering: (Week 24 t/m 25) 04-02-2012 t/m 11-02-2012 | Hitnotering: (Week 1 t/m 21) 04-06-2011 t/m 22-10-2011 Hitnotering: (Week 22 t/m 23) 31-12-2011 t/m 14-01-2012 Hitnotering: (Week 24 t/m 25) 04-02-2012 t/m 11-02-2012 |
| Week: | 1 | 2 | 3 | 4 | 5 | 6 | 7 | 8 | 9 | 10 | 11 | 12 | 13 | 14 |
| --- | --- | --- | --- | --- | --- | --- | --- | --- | --- | --- | --- | --- | --- | --- |
| Positie: | 1 | 2 | 3 | 8 | 12 | 18 | 28 | 26 | 29 | 30 | 42 | 38 | 44 | 54 |
| Week: | 15 | 16 | 17 | 18 | 19 | 20 | 21 | | 22 | 23 | | 24 | 25 | |
| Positie: | 72 | 63 | 71 | 95 | 94 | 98 | 84 | uit | 96 | 99 | uit | 86 | 52 | uit |

## Medewerkers
- Andy Abad – requinto
- Christina Abaroa – papierwerk, muziekvoorbereiding
- Al Carlson – assistent
- Cheche Alara – arrangement, compositie, instrumentatie
- Jorge Alavrez – vocalen (achtergrond)
- Stephanie Amaro – gitaar
- Gretchen Anderson – producer
- Paul Blair – gitaar
- Bobby Campbell – marketing
- Troy Carter – management
- Clarence Clemons – saxophone
- Kareem Devlin – gitaar
- DJ Snake – bas, drums, keyboards, producer
- DJ White Shadow – compositie, drumprogrammering, keyboards, producer, programmering
- Lisa Einhorn-Gilder – productiecoördinatie
- Nicola Formichetti – creatieve team
- Fernando Garibay – arrangement, compositie, engineer, gitaar, instrumentatie, keyboards, muziekregie, producer, programmering, zang (achtergrond)
- Val Garland – make-up
- Brian Gaynor – bas, keyboards
- Kamau Georges – programmering

- Laurieann Gibson – creatieve team
- David Gomez – zang (achtergrond)
- Suemy Gonzalez – violist
- Gene Grimaldi – mastering
- Vincent Herbert – A&R, executive producer
- Julio Hernandez – violist
- Mario Hernandez – gitaarron, vihuela
- Peter Hutchings – assistent
- Dyana Kass – marketing
- Harry Kim – trompet
- Ken Knapstad – assistent
- Nick Knight – creatieve team, fotografie
- Phillip Knight – assistent
- Lady Gaga – arrangement, compositie, instrumentatie, keyboards, muziekregie, producer, vocalen (achtergrond)
- Robert John "Mutt" Lange – producer, zang (achtergrond)
- Jeppe Laursen – compositie, producer
- Brian Lee – zang (achtergrond)
- Bill Malina – engineer
- Brandon Maxwell – stilist
- Brian May – gitaar op Yoü and I

- Sam McKnight – haarstilist, stilist
- Eric Morris – assistent
- Wendi Morris – management
- Carlos Murguía – zang (achtergrond)
- Trevor Muzzy – engineer, gitaar, mixing, stembewerking
- Jennifer Paola – A&R
- Paul Pavao – assistent
- Kevin Porter – assistent
- Jordan Power – assistent
- RedOne – compositie, engineer, instrumentatie, producer, programmering, stemarrangering, stembewerking, zang (achtergrond)
- Olle Romo – engineer, programmering
- Dave Russell – engineer, mixing
- Rafa Sardina – engineer, mixing
- Justin Shirley-Smith – gitaarengineer
- Amanda Silverman – publicaties
- Clinton Sparks – keyboards, producer
- George Tandero – assistent
- Todd Tourso – creatieve team
- Anna Trevelyan – stilist
- Peter van der Veen – zang (achtergrond)
- Horace Ward – engineer
- Tom Ware – engineer
- Kenta Yonesaka – assistent